# パフラヴィー朝

ペルシア帝国（1935年まで）
イラン帝国（1935年から）
دولت شاهنشاهی ایران
Dowlat-e Shâhanshâhi-ye Irân

国の標語: مرا داد فرمود و خود داور است国歌: سرود شاهنشاهی ایران

パフラヴィー朝（パフラヴィーちょう、ペルシア語: دودمان پهلوی, ラテン文字転写: dudmân Pahlavi）は、1925年末から1979年初めまで存在したイラン最後の王朝である。パフレヴィー朝、パーレビ朝、パーラヴィ朝とも呼ばれる。

## 歴史
カージャール朝ペルシア帝国がイギリスとソビエト・ロシアによる干渉に苦しむ中、ペルシア・コサック旅団の軍人レザー・ハーンは1921年にクーデターを起こした後、1925年にレザー・シャーとして皇帝（シャーハーン・シャー شاهنشاه）に即位し、カージャール朝に代わってパフラヴィー朝が成立した。
初代皇帝レザー・シャーは軍事力を背景に中央集権化を進め、近代国家形成を目指して法制などを西欧化する改革を行い、1928年には不平等条約の撤廃に成功した。
第二次世界大戦で、レザー・シャーは英ソによる支配からの脱却を目指して親ナチス・ドイツ政策に転換したが、逆にイラン進駐を招いて失脚。1941年9月16日、第2代皇帝モハンマド・レザー・シャーが即位した。
1945年12月、ムッラー・ムスタファ・バルザーニーがソ連占領下の北西部マハーバードでクルド人独立を求めて蜂起し、翌年クルディスタン共和国を樹立した。1946年12月15日、イラン軍の侵攻にあい崩壊（en:Iran crisis of 1946）。バルザーニーはソ連に亡命し、1946年8月16日にクルディスタン民主党結成。1949年に反植民地主義のトゥーデ党（イラン共産党）が非合法化された。
1951年にモハンマド・モサッデクが首相に就任した。1951年のアーバーダーン危機（1951年-1954年）では、モハンマド・モサッデク首相がアングロ・イラニアン石油会社(AIOC)を国有化し、1953年にはソ連・イラン合同委員会をつくり、親ソ政策を推進していった。このことはアメリカからの反感も買うことになり、1953年にMI6とアメリカ合衆国のジョン・フォスター・ダレス国務長官とアレン・ウェルシュ・ダレスCIA長官の協力のもと、アジャックス作戦（英: TPAJAX Project）でモサッデクを失脚させ、親米英的なモハンマド・レザー・シャーが権力を回復した。1955年にはMETO（後のCENTO）に加盟し、西側陣営に加わった。
モハンマド・レザー・シャーは、アメリカの支援を受けて「白色革命」と呼ばれる石油利潤を元にした工業化と近代化を進めたが、原油価格の下落と急速な近代化の失敗から経済危機を招いた。ルーホッラー・ホメイニーは、白色革命を批判しなかったが皇帝の独裁的な性格を非難して抵抗運動を呼びかけたため、反皇帝運動が激化した。1964年、ルーホッラー・ホメイニーは国外追放を受け、亡命した。
1979年にルーホッラー・ホメイニーを指導者としてイラン革命が勃発すると、モハンマド・レザー・シャーはエジプトに亡命してパフラヴィー朝は崩壊し、イラン・イスラム共和国が成立した。
現在はモハンマド・レザー・シャーの長男であるクロシュ・レザー・パフラヴィー（英: Cyrus Reza Pahlavi）元皇太子がイランにおける人権問題等を批判し、イランの世俗化と民主化を主張して政治活動を行っている。

## 年表
- 1925年 - レザー・ハーンが皇帝（シャーハーン・シャー شاهنشاه）に即位し、パフラヴィー朝が成立
- 1935年 - 国号をペルシアからイランに改称
- 1941年 - イギリスとソビエト連邦の連合軍による侵攻を受けてレザー・シャーは退位し、モハンマド・レザー・パフラヴィーが第2代皇帝に即位（イラン帝国は枢軸国陣営であったため）
- 1951年 - アーバーダーン危機が起こり、イギリスとの関係が悪化（～1954年）
- 1953年 - 英秘密情報部と米中央情報局の支援を受け、モサッデクを失脚させて王政復古
- 1963年 - モハンマド・レザー・シャーが白色革命に着手
- 1971年 - イラン建国二千五百年祭典を挙行
- 1979年 - イラン革命が勃発してモハンマド・レザー・シャーはエジプトに亡命し、イラン・イスラム共和国が成立

## 歴代皇帝
パフラヴィー朝の正式な君主号はシャーハーン・シャー（Shāhan Shāh شاهنشاه）なので、「皇帝」と訳される。
1. レザー・シャー（在位：1925年 - 1941年）
2. モハンマド・レザー・シャー（在位：1941年 - 1979年） - 日本のマスコミでは「皇帝」でなく「パーレビ国王」と呼ばれた）